# North Smithfield
North Smithfield è una città degli Stati Uniti d'America, nella Contea di Providence, nello Stato del Rhode Island.
La popolazione era di 10.618 abitanti nel censimento del 2000.